# Herrnhuthuset
Herrnhuthuset er en historisk bygning i Nuuk, Grønlands hovedstad. Bygningen blev opført i 1747. Den var station for den Herrnhutiske Brødremenigheds mission i Grønland, hvorfra missionærernes aktiviteter langs den grønlandske vestkyst udgik. Bygningen har tidligere huset Grønlands Universitet, før dette flyttedes til universitetsparken, Ilimmarfik.

## Placering
Bygningen ligger i den sydlige del af byen, vest for Dronning Ingrids Hospital. Med sin placering på spidsen af en større halvø har bygningen udsyn over Nuukfjorden. Lige nord for bygningen er der en kirkegård.

## References
1. ↑  "Nuuk Tourism". Arkiveret fra originalen 15. juni 2010. Hentet 15. marts 2012.

64°10′8″N 51°44′44″V / 64.16889°N 51.74556°V